# 부르군트어
부르군트어는 지금은 사멸된 동게르만어군의 하나로 부르군트족이 사용하던 언어이다.